# Eupithecia iuxta
Eupithecia iuxta är en fjärilsart som beskrevs av Karl Dietze 1910. Eupithecia iuxta ingår i släktet Eupithecia och familjen mätare. Inga underarter finns listade i Catalogue of Life.